# Eudonia franclemonti
Eudonia franclemonti là một loài bướm đêm trong họ Crambidae.